# Berlin Modern

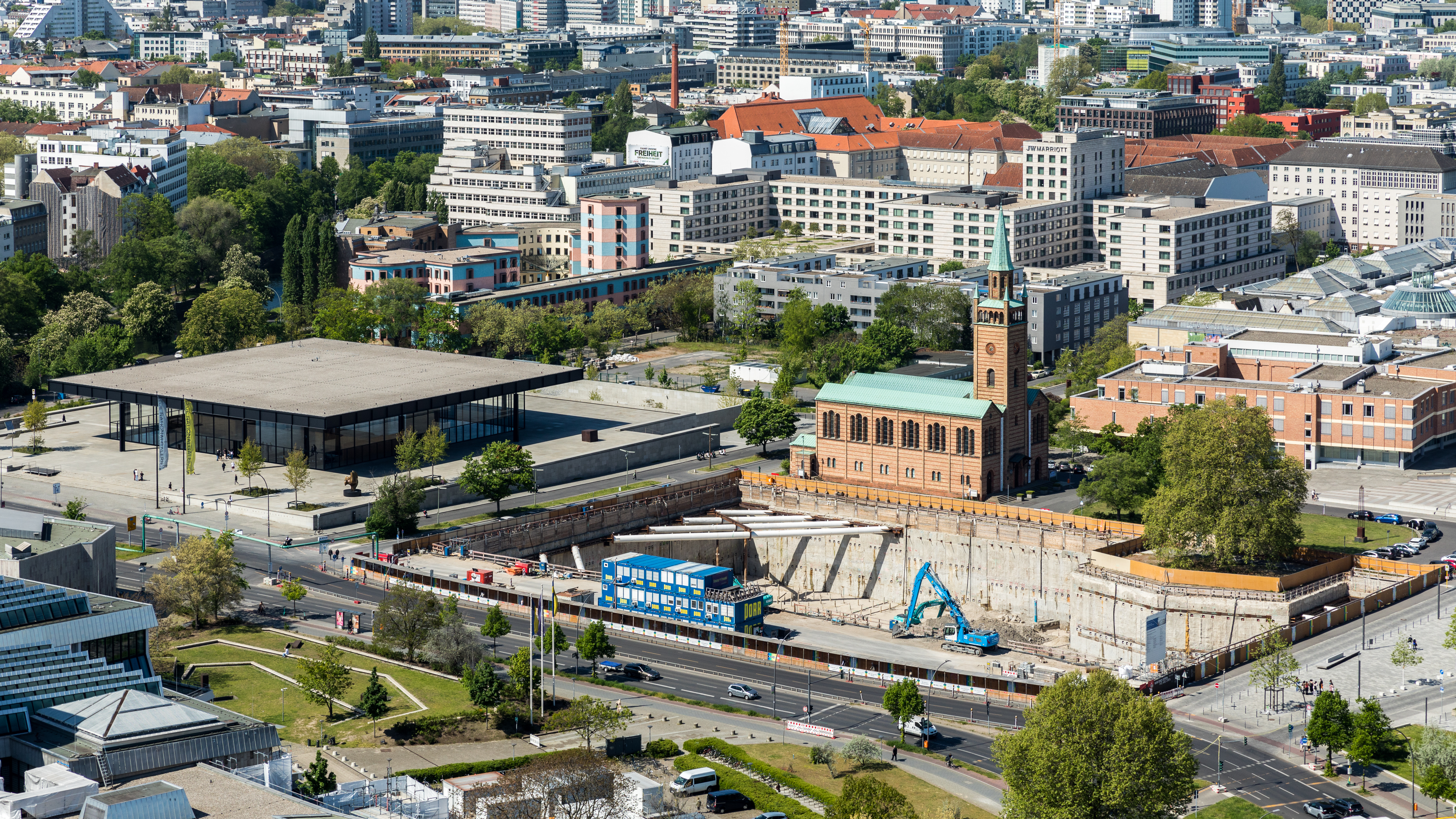
Blick auf die Neue Nationalgalerie und die Matthäuskirche sowie im Vordergrund die Baugrube für das Berlin Modern, 2023

Das Berlin Modern (Eigenschreibweise berlin modern, in der Planungsphase auch Museum des 20. Jahrhunderts, Museum der Moderne oder Nationalgalerie20) ist ein im Bau befindliches Museumsbauwerk der Staatlichen Museen zu Berlin am Kulturforum im Berliner Ortsteil Tiergarten, das im Jahre 2027 fertiggestellt werden soll. Es wird unter anderem die Sammlung des 20. Jahrhunderts der Berliner Nationalgalerie beherbergen und soll mit der Neuen Nationalgalerie unterirdisch verbunden werden. Es gilt als teuerster Museumsneubau der Bundesrepublik Deutschland.

## Beteiligte
- Bauherrin ist die Stiftung Preußischer Kulturbesitz vertreten durch die Oberfinanzdirektion Karlsruhe, Bundesbau Baden-Württemberg sowie das Staatliche Hochbauamt Karlsruhe.
- Die baufachliche Aufsicht trägt das Bundesministerium für Wohnen, Stadtentwicklung und Bauwesen.
- Nutzerin wird die Neue Nationalgalerie sein.
- Oberste Instanz des Nutzers ist die Beauftragte der Bundesregierung für Kultur und Medien.[4]

## Geschichte

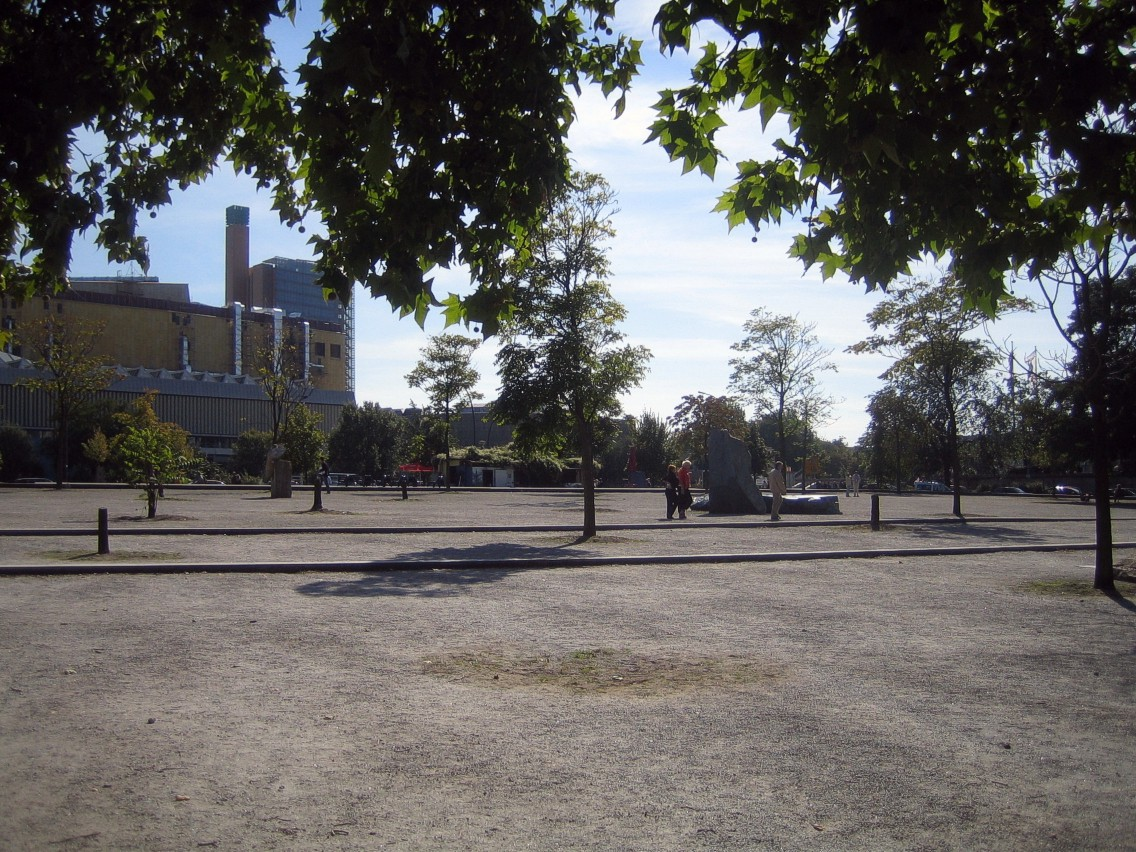
Freifläche mit Blick auf die Potsdamer Straße und die Staatsbibliothek, 2007, vor Beginn der Bauarbeiten

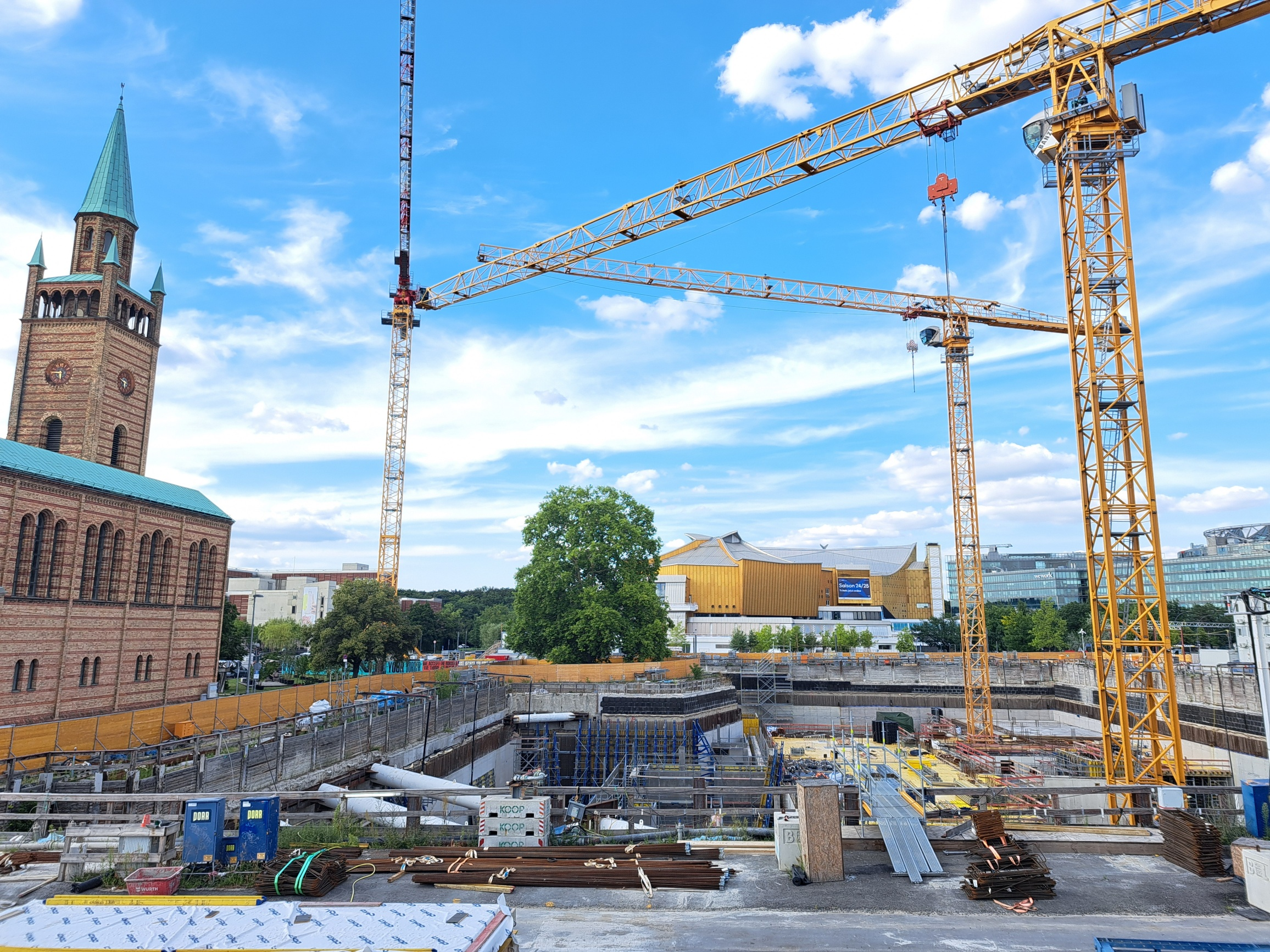
Baufortschritt „Berlin Modern“ im Juli 2024

Da die Sammlung zur Kunst des 20. Jahrhunderts seit Jahrzehnten nur zu Teilen gezeigt werden kann, trieb die Stiftung Preußischer Kulturbesitz die Idee eines Erweiterungsbaus für die Neue Nationalgalerie am Kulturforum voran. Im Vorlauf der Planung untersuchte das Bundesamt für Bauwesen und Raumordnung im Auftrag der Stiftung mehrere Standortvarianten, die u. a. auch eine Nutzung des Gebäudes der Gemäldegalerie und deren Sammlungsverlegung in den Bereich der Museumsinsel beinhaltete.
Die Entscheidung fiel auf einen Neubau als Erweiterung und als Bauplatz die Freifläche an der Potsdamer Straße; zwischen Neuer Nationalgalerie, Matthäuskirche und Philharmonie. Die ursprüngliche Konzeption des Kulturforums nach Plänen von Hans Scharoun sah auf dieser Fläche ein von ihm entworfenes Künstler-Gästehaus des West-Berliner Senats vor, das jedoch nicht umgesetzt wurde.
Für das Bauprojekt lobte die Stiftung Preußischer Kulturbesitz im September 2015 einen Ideenwettbewerb aus, an dem sich 460 Architekturbüros beteiligten. Zehn Preisträger qualifizierten sich dabei für die Teilnahme am darauffolgenden Realisierungswettbewerb, der im April 2016 begann. Nach einer Vorauswahl nahmen daran 42 internationale Bürogemeinschaften aus Architekten und Landschaftsplanern teil, darunter David Chipperfield und Zaha Hadid Architects. Den ersten Platz der Bauausschreibung errang der Entwurf der Schweizer Architekten Herzog & de Meuron. Als Eröffnungstermin wurde ursprünglich das Jahr 2021 angestrebt.
Am 3. Dezember 2019 fand der erste Spatenstich für den neuen Museumsbau statt. Die Grundsteinlegung war am 9. Februar 2024.

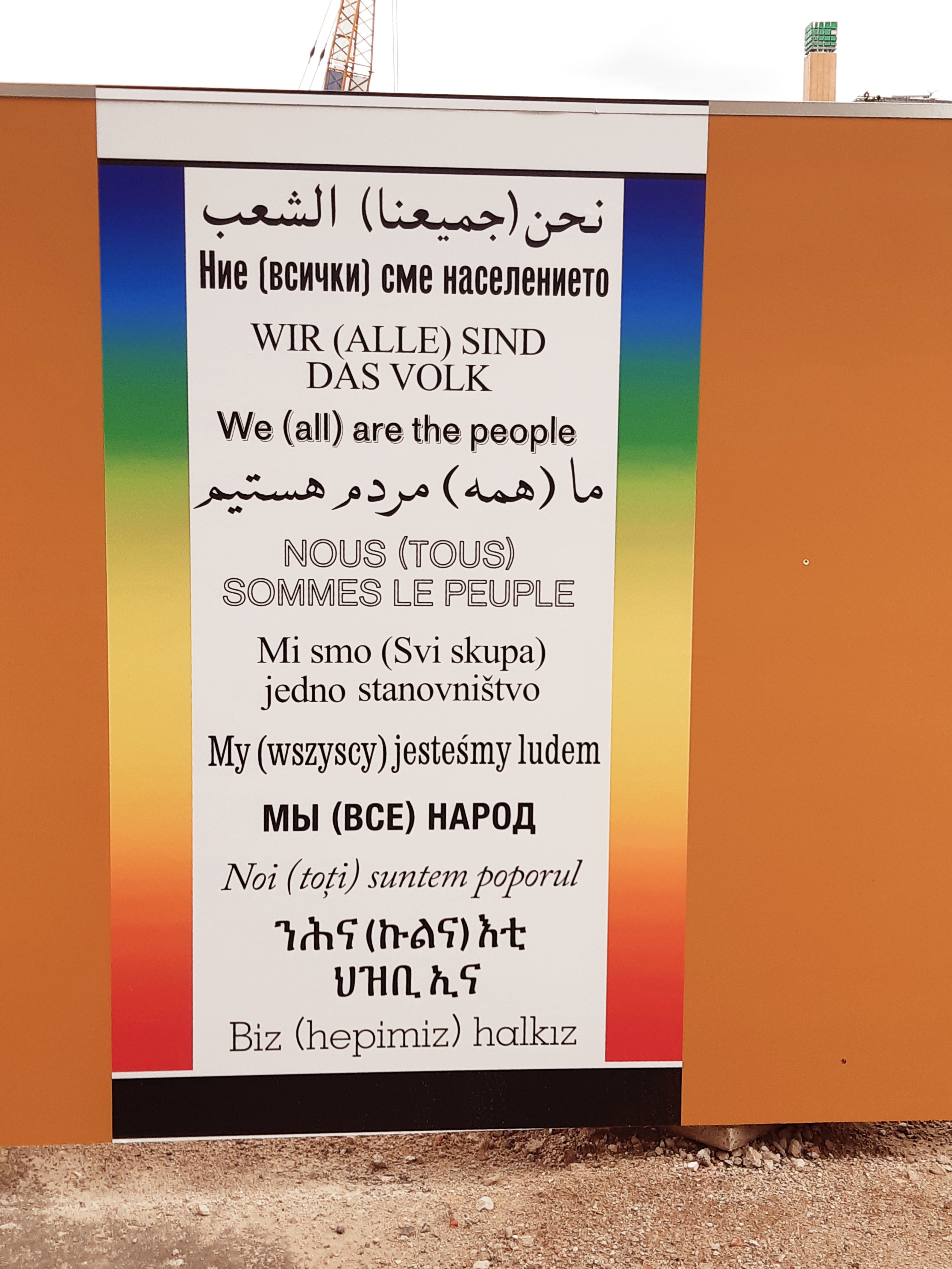
Temporäres Kunstwerk von Hans Haacke

Den Bauzaun nutzt der Konzeptkünstler Hans Haacke für ein temporäres Kunstwerk: Es zeigt den Satz „Wir (alle) sind das Volk“ in zwölf verschiedenen Sprachen.

## Gebäude
Die Grundstücksfläche beträgt ca. 10.200 m², die Nutzfläche wird ca. 16.000 m² umfassen. Davon sind ca. 9.000 m² als Ausstellungsflächen vorgesehen.
Während die Innenanmutung und deren Verkehrsflächen allseits als besonders gelungen gelobt werden, ist die Fachwelt uneinig darüber, ob der Entwurf der äußerst schwierigen städtebaulichen Situation zwischen Neuer Nationalgalerie, Philharmonie und Matthäuskirche wird gerecht werden können. Von Kritikern wurde der Bau aufgrund seiner ästhetischen Schlichtheit auch als „Scheune“ betitelt.
Nach der Kritik des Bundesrechnungshofs an der massiven Kostensteigerung, aber auch schlechten Ökobilanz im Frühjahr 2021 stand der Museumsneubau auf der Kippe. Schließlich äußerte auch der Leiter des zur Stiftung Preußischer Kulturbesitz gehörende Rathgen-Forschungslabor, Stefan Simon, Bedenken – hinsichtlich des konservatorischen Bedingungen in dem Gebäude. In der Folge wurde die Planung für den Bau modifiziert. So soll etwa das ursprünglich transparent entworfene Dach nun mit Solarmodulen ausgestattet werden. Auch wird jetzt verstärkt auf Recyclingmaterialien gesetzt. Auf diese Weise soll ein Energieeffizienzstandard, wie er erst für 2045 angestrebt wird, erreicht werden.

## Kosten
Das Projekt soll in öffentlich-privater Partnerschaft finanziert werden. Zunächst waren 2012 vom Bund zehn Millionen Euro im Zuge eines Nachtragshaushaltes unter Kulturstaatsminister Bernd Neumann genehmigt worden. Der Haushaltsausschuss des Bundestages genehmigte im November 2014 noch einmal 200 Millionen Euro. Das Bundesland Berlin zahlt nichts, soll aber das Grundstück zur Verfügung stellen.
Ursprünglich waren für den Bau 130 Millionen Euro an Baukosten veranschlagt. Kulturstaatsministerin Monika Grütters teilte am 16. September 2019 mit, dass der Bau nun 450 Millionen Euro kosten werde. Das Kulturstaatsministerium begründete die höheren Kosten damit, dass durch den kleineren Grundriss ein neues Tiefgeschoss vonnöten wäre. Einige Beteiligte des Planungsprozesses äußerten gegenüber der Süddeutschen Zeitung, der Bau könne über 600 Millionen Euro teuer werden.
Ende Oktober 2019 recherchierte die Süddeutsche Zeitung zu den Kostensteigerungen, dass die Stiftung Preußischer Kulturbesitz die wahren Dimensionen des Baus dem Parlament verheimlicht hatte: Während die Öffentlichkeit von den ursprünglichen 10.000 m² Nutzfläche ausging, hatten die Verantwortlichen mit den Architekten Herzog und de Meuron bereits Planungen für 16.000 m² vereinbart.
Im Vorlauf zur Genehmigung der Finanzierung des Projektes durch den Deutschen Bundestag wiesen prominente Fürsprecher und Gegner in verschiedenen Zeitungen noch einmal auf seine Vorzüge und Nachteile hin. Neben anderen sprachen sich der Hamburger Senator Carsten Brosda, der Kunsthändler Rudolf Zwirner und der Leiter des Feuilletons des Tagesspiegels, Rüdiger Schaper, für den Bau aus, während etwa die Architekturkritiker Niklas Maak, Nikolaus Bernau, und Hanno Rauterberg dagegen argumentierten. Der Bundesrechnungshof kritisierte im März 2021 zudem die unnötig viele Millionen Euro Betriebskosten, die zu erwarten seien und mahnte an, dass ein aus öffentlichen Mitteln finanzierter Bau eine Vorbildfunktion in Sachen Nachhaltigkeit habe, die nur sehr eingeschränkt erfüllt werde. Das Kulturstaatsministerium sowie die Stiftung Preußischer Kulturbesitz wurden kritisiert, da sie das Parlament sowie die Öffentlichkeit viel zu spät über die Kostensteigerung informiert hätten.
Die Finanzierung von 364 Millionen Euro wurde am 14. November 2019 vom Haushaltsausschuss des Bundestages mit den Stimmen von CDU, SPD und Grünen genehmigt.

## Sammlung
Aus der Sammlung der Kunst des 20. Jahrhunderts aus dem Bestand der Berliner Nationalgalerie sollen zukünftig Werke vor allem des deutschen Expressionismus, des Kubismus, Surrealismus und der Farbfeldmalerei, aber auch der DDR-Kunst und der Video- und Filmkunst gezeigt werden.
Ergänzt wird diese Ausstellung durch die 2002 erfolgte Schenkung von Egidio Marzona, die Werke unter anderem der Konzeptkunst, der Minimal Art und der Land Art enthält. Weitere Ausstellungsteile des Hauses sollen zum einen für die Sammlung Marx, mit Werken unter anderem von Joseph Beuys, Anselm Kiefer und Andy Warhol, sowie für die Sammlung Ulla und Heiner Pietzsch reserviert werden. Letztere enthält vor allem Werke des europäischen Surrealismus und des amerikanischen abstrakten Expressionismus. Die Eheleute Pietzsch hatten ihre Sammlung 2010 dem Land Berlin geschenkt unter den Bedingungen, dass das Land die Sammlung der Stiftung Preußischer Kulturbesitz als Dauerleihgabe überlässt und die Stiftung Teile der Sammlung dauerhaft präsentiert. Durch den Beschluss zum Bau des Museums des 20. Jahrhunderts sahen Ulla und Heiner Pietzsch ihre Forderungen erfüllt und vollzogen die Schenkung endgültig im November 2016.